# Permis de chasser

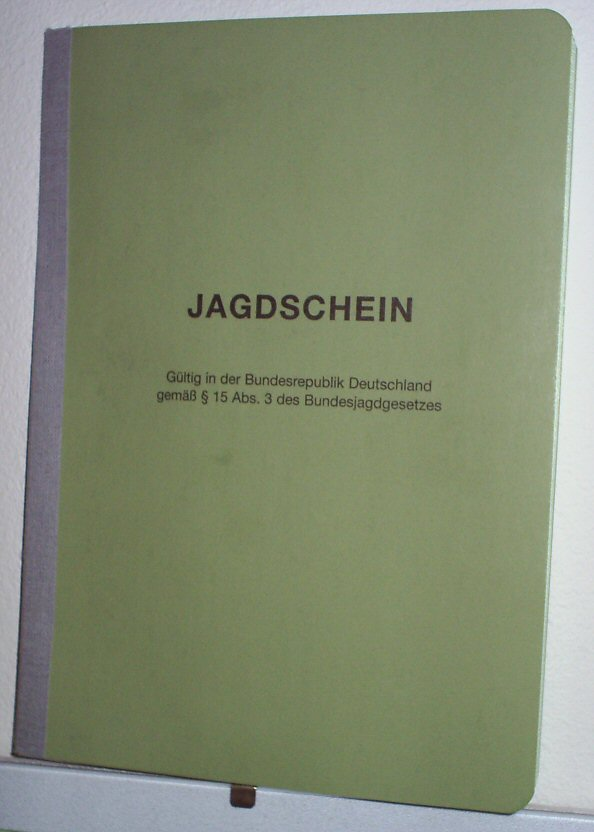
Permis de chasse allemand actuel (2004).

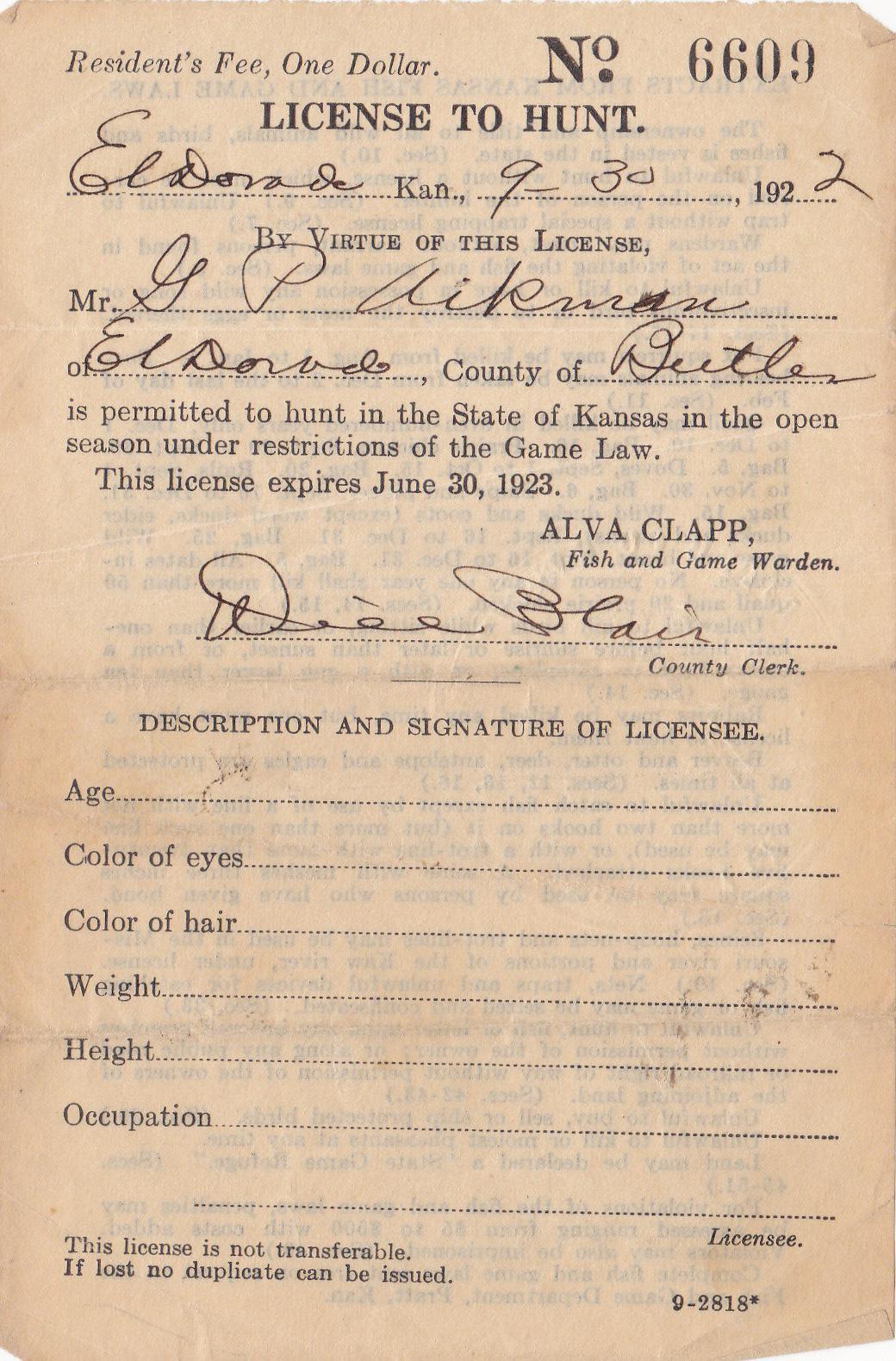
Permis de chasser de l'État du Kansas, aux États-Unis (1922).

Un permis de chasser, aussi appelé permis de chasse, est un document qui autorise la pratique de la chasse sur un territoire et durant une période donnés.